# San Leandro (California)
San Leandro è una città degli Stati Uniti d'America situata nella Contea di Alameda, nello Stato della California.